# Together (Golden Earring)
Together is een muziekalbum van de Nederlandse rockgroep Golden Earring uit juni 1972.
Het album werd opgenomen in de Island Studios in Londen tijdens de eerste twee weken van maart 1972 en vormt het eindstadium in de ontwikkeling tot aan de hit Radar Love (1973). Golden Earring was begin jaren zeventig de populairste rockband van Nederland en aasde al jaren op een internationale doorbraak, maar die bleef nog uit.
Hoewel dit album iets aardser klinkt dan zijn twee voorgangers, lijkt Together een herhalingsoefening van Golden Earring (1970) en Seven Tears (1971) en het werd door recensenten derhalve te licht bevonden voor internationaal succes. Ondanks de grote hit Buddy Joe bleven ook de verkoopcijfers achter. De kentering zou volgen tijdens een Europese tournee met The Who in 1972. De Britse rockgroep gaf Golden Earring een muzikale injectie en de inspiratie voor Moontan (1973) en de van dat album afkomstige megahit Radar Love.

## Nummers
1. All Day Watcher (4:49)
2. Avalanche of Love (4:14)
3. Cruisin' Southern Germany (2:59)
4. Brother Wind (7:54)
5. Buddy Joe (3:48)
6. Jangalene (5:08)
7. From Heaven from Hell (6:06)
8. Thousand Feet Below You (4:11)

## Hitnotering
| Together in de Nederlandse LP Top 20 binnen: 24-06-1972 | Together in de Nederlandse LP Top 20 binnen: 24-06-1972 | Together in de Nederlandse LP Top 20 binnen: 24-06-1972 | Together in de Nederlandse LP Top 20 binnen: 24-06-1972 | Together in de Nederlandse LP Top 20 binnen: 24-06-1972 | Together in de Nederlandse LP Top 20 binnen: 24-06-1972 | Together in de Nederlandse LP Top 20 binnen: 24-06-1972 | Together in de Nederlandse LP Top 20 binnen: 24-06-1972 | Together in de Nederlandse LP Top 20 binnen: 24-06-1972 | Together in de Nederlandse LP Top 20 binnen: 24-06-1972 | Together in de Nederlandse LP Top 20 binnen: 24-06-1972 |
| Week:                                                   | 1                                                       | 2                                                       | 3                                                       | 4                                                       | 5                                                       | 6                                                       | 7                                                       | 8                                                       | 9                                                       |                                                         |
| ------------------------------------------------------- | ------------------------------------------------------- | ------------------------------------------------------- | ------------------------------------------------------- | ------------------------------------------------------- | ------------------------------------------------------- | ------------------------------------------------------- | ------------------------------------------------------- | ------------------------------------------------------- | ------------------------------------------------------- | ------------------------------------------------------- |
| Positie:                                                | 13                                                      | 5                                                       | 5                                                       | 8                                                       | 8                                                       | 9                                                       | 11                                                      | 12                                                      | 20                                                      | uit                                                     |

Discografie